# 2259 Sofievka
2259 Sofievka је астероид главног астероидног појаса са пречником од приближно 21,00 .
Афел астероида је на удаљености од 2,722 астрономских јединица (АЈ) од Сунца, а перихел на 1,865 АЈ.
Ексцентрицитет орбите износи 0,186, инклинација (нагиб) орбите у односу на раван еклиптике 4,686 степени, а орбитални период износи 1269,104 дана (3,474 године).
Апсолутна магнитуда астероида је 12,60 а геометријски албедо 0,036.
Астероид је откривен 19. јула 1971. године.